# Scharlaken tiran
De scharlaken tiran (Pyrocephalus rubinus) is een zangvogel uit de familie Tyrannidae (tirannen). De vogel werd in 1783 door  Pieter Boddaert als Muscicapa rubinus beschreven. Alle soorten van het geslacht Pyrocephalus werden lang beschouwd als ondersoorten met onderling kleine verschillen in het verenkleed. In 2016 gepubliceerd fylogenetisch onderzoek leidde tot de opsplitsing in vier afzonderlijke soorten.

## Herkenning
De vogel is 13 tot 14 cm lang. Het mannetje van de scharlaken tiran is de meest opvallend rood gekleurde van alle soorten uit deze familie. De kruin is helderrood met een warrig kuifje. Rond en oog en de oorstreek is de vogel roetzwart en dit zwart loopt door tot de nek en over de rug en de vleugels. De keel, borst en buik zijn weer helder rood, het oog is donker en de snavel en de poten zijn zwart. Het vrouwtje ziet er totaal anders uit: grijsbruin van boven en van onder lichtgrijs met streepjes over de buik en borst en een lichtgrijze wenkbrauwstreep die doorloopt tot het voorhoofd.

## Verspreiding en leefgebied
De vogel komt voor in het zuidoosten van Bolivia, Paraguay, Zuidoost-Brazilië tot in Argentinië en Uruguay	tot het Amazonebekken. Het leefgebied bestaat uit een groot aantal landschapstypen zoals halfopen bos vaak in de buurt van water, droge gebieden met struikgewas, cerrado en agrarisch gebied.

## Status
BirdLife International beschouwt de scharlaken en de rode tiran nog als dezelfde soort. De grootte van de wereldpopulatie werd in 2008 geschat op 5 tot 50 miljoen individuen. De soort gaat echter in aantal achteruit, maar het tempo van achteruitgang ligt onder de 30% in tien jaar (minder dan 3,5% per jaar). Om deze redenen staat de rode tiran als niet bedreigd op de Rode Lijst van de IUCN.